# Those About to Die
Those About to Die ist eine Fernsehserie von Robert Rodat, die zum einen auf dem 1958 erstmals erschienenen gleichnamigen Sachbuch des US-Amerikaners Daniel P. Mannix (1911–1997) basiert und bei der politischen Handlung der Serie auf die Werke der römischen Geschichtsschreiber Tacitus und Sueton zurückgreift. Die 10 Folgen umfassende Dramaserie wurde am 18. Juli 2024 über Peacock und Amazon Prime Video in den USA veröffentlicht, in Deutschland einen Tag später.

## Handlung
Rom im Jahr 79 n. Chr.: Der alternde Kaiser Vespasian hat sich den Thron einst durch seinen Sieg nach einem Bürgerkrieg vor zehn Jahren erkämpft. Vespasians Sohn Domitian versucht, den älteren Bruder Titus bei der Nachfolge auszustechen. Einige Verschwörer aus dem römischen Senat wollen sogar die ganze Kaiserfamilie loswerden.
Vier von Patriziern geführte Unternehmen kontrollieren die von Korruption, Gier und Gewalt bestimmte Sportwelt im Römischen Reich. Als der Circus Maximus nicht mehr ausreichend groß genug für die immer brutaleren und gewaltigeren Gladiatorenkämpfe und Wagenrennen ist, wird das Kolosseum errichtet.

## Produktion
Die Dreharbeiten fanden von April bis Oktober 2023 in dem in Rom liegenden Filmstudio-Komplex Cinecittà  statt. Das Produktionsbudget betrug 140 Millionen US-Dollar.

## Episodenliste
| Nr. (ges.) | Nr. (St.) | Deutscher Titel           | Originaltitel       | Erstausstrahlung International | Deutschsprachige Erstausstrahlung (D) | Regie               | Drehbuch               |
| --- | --------- | ------------------------- | ------------------- | ------------------------------ | ------------------------------------- | ------------------- | ---------------------- |
| 1 | 1         | Rise or Die               | Rise or Die         | 18. Juli 2024                  | 18. Juli 2024                         | Roland Emmerich     | Robert Rodat           |
| Rom im Jahr 79 n. Chr. Für viele Bewohnerinnen und Bewohner sind die Spiele die einzige Ablenkung vom Alltag. Wesentlichen Einfluss auf die Geschicke der Stadt haben die vier Factiones, professionelle Rennställe für die Wagenrennen im Circus Maximus, die den führenden Patrizier-Familien gehören und ihnen regelmäßige Einnahmen garantieren. Doch auch Tenax, der Pate der Unterwelt der Subura und Betreiber eines florierenden Wettunternehmens, profitiert von den Wagenrennen. Als er eines Tages in den Besitz von 500 Anteilen an einer Factio gerät, wittert er die Chance für das Geschäft seines Lebens. Sein Freund Scorpus, Wagenlenker bei der Blauen Factio, ist zwar der unangefochtene Champion in der Arena, abseits davon gibt er sich jedoch Alkohol und Mannesfreuden hin. Die Brüder Andria, Fonsua und Elia sind Pferdezüchter aus Andalusien. In Rom möchten sie einige prachtvolle Zuchthengste an einen der Rennställe verkaufen. Elia, der Jüngste, träumt davon, von dem Erlös ein großes Gestüt in der Heimat zu errichten. Er weiß nicht, dass seine Brüder andere Pläne haben. In Nordafrika geraten die nubischen Schwestern Aura und Yula durch eine Verkettung von Umständen in die Gefangenschaft der Römer und sollen als Sklavinnen nach Rom verkauft werden. Ihr Bruder Kwame, ein Jäger, wird bei dem Versuch sie zu befreien, ebenfalls gefangen genommen. In ihrer Not schifft sich Cala, die Mutter der Drei, ebenfalls nach Rom ein, um ihre Kinder vor Knechtschaft oder Tod zu retten. Vespasian, der amtierende römische Kaiser, nähert sich dem Ende seines Lebens. Da es in Rom keine Erbfolge im royalen Sinne gibt, steht er vor der Herausforderung, einen Nachfolger zu ernennen. Zur Auswahl stehen seine beiden Söhne Titus, ein ebenso erfolgreicher wie angesehener Feldherr, und Domitian, der sich als Politiker einen Namen gemacht hat. Domitian, der sich stets im Schatten seines Bruders fühlte, versucht immer wieder, die Aufmerksamkeit ihres Vaters auf sich zu ziehen. |           |                           |                     |                                |                                       |                     |                        |
| 2 | 2         | Vertraue Niemandem        | Trust None          | 18. Juli 2024                  | 18. Juli 2024                         | Roland Emmerich     | Robert Rodat           |
| Mit Unterstützung von Domitian darf Tenax seine eigene Factio gründen - die Goldene Factio. Andria, Fonsoa und Elia gelingt es, Scorpus ihre Pferde zu präsentieren. Scorpus ist begeistert von dem Potenzial der Tiere und erwirkt ihren Kauf für die Goldene Factio - unter der Voraussetzung, dass die Brüder als Stallburschen in Tenax' Dienste treten, um auch künftig für die Pferde zu sorgen. Während Andria und Fonsoa begeistert sind und eine Zukunft für sich in Rom sehen, will Elia nur wieder zurück in die Heimat. Das ändert sich erst, als die Pferde von Unbekannten vergiftet werden und alle um ihr Überleben bangen müssen. Aura, Yula und Kwame werden als Sklaven nach Rom geschafft. Dort soll Kwame zum Gladiator ausgebildet werden. Auch Cala gelangt nach Rom, kann jedoch nicht verhindern, dass Yula in ein Patrizierhaus und Aura an Tenax verkauft werden. |           |                           |                     |                                |                                       |                     |                        |
| 3 | 3         | Todespforte               | Death's Door        | 18. Juli 2024                  | 18. Juli 2024                         | Roland Emmerich     | Robert Rodat           |
| Domitian will auf einen Sieg der Goldenen Factio wetten und einen großen Gewinn einstreichen. Da er kürzlich all seine Barschaft verspielt hat, "leiht" er sich eine größere Summe Gold aus der kaiserlichen Schatzkammer. Berenike, Titus’ Geliebte, erfährt über einen jüdischen Angestellten in der Schatzkammer davon und berichtet es Titus, der eine gründliche Inventur veranlasst. Domitian ist dadurch zum Gewinn verdammt, denn nur so hat er die Möglichkeit, das fehlende Gold heimlich wieder zurückzugeben. In der Gladiatorenschule freundet sich Kwame mit Viggo an. |           |                           |                     |                                |                                       |                     |                        |
| 4 | 4         | Eine Narrenwette          | Fool's Bet          | 18. Juli 2024                  | 18. Juli 2024                         | Marco Kreuzpaintner | Charles Holland        |
| Titus löst die Goldene Factio auf und erkauft sich damit die Unterstützung der Senatoren, um seinen verstorbenen Vater Vespasian zu vergöttlichen. Er stellt Octavian, den er verdächtigt, für eine Blockade der Getreidelieferungen verantwortlich zu sein, unter Hausarrest. Um sich zu rächen, inszeniert Octavian bei den nächsten Spielen ein Spektakel, bei dem die Eroberung Jerusalems nachgestellt wird und eine Gruppe Judäer gegen den weißen Löwen „kämpfen“ muss - wohl wissend, dass Titus beabsichtigt, Berenike als seine Partnerin zu präsentieren. Berenike ist entsetzt und beschließt, Titus offiziell zu verlassen und in den Schatten zu treten, um sich und ihr Volk zu schützen. Tenax verspricht seinen Leuten die Goldene Factio zu retten, doch Scorpus vertraut seinem Freund nicht mehr und heuert bei der Weißen Factio an. Cala erfährt, dass Antonias Tochter als Vestalin im Tempel lebt und sucht sie auf, um von ihr Unterstützung bei der Befreiung von Kwame und Yula zu erbitten. Eines Nachts sucht ein alter Bekannter aus der Vergangenheit Tenax heim. |           |                           |                     |                                |                                       |                     |                        |
| 5 | 5         | Verrat                    | Betrayal            | 18. Juli 2024                  | 18. Juli 2024                         | Marco Kreuzpaintner | Alex Carmedelle        |
| Tenax wird von Ursus erpresst. Er soll seine Wetteinnahmen abtreten, wenn er nicht will, dass sein dunkles Geheimnis offenbart wird. Tenax beauftragt einen seiner jungen Späher mit der Suche nach Ursus, doch das hat schreckliche Konsequenzen. Kwame soll bei den Spielen anlässlich der Vermählung von Kaiser Titus mit seiner Cousine gegen den brutalen Flamma antreten. |           |                           |                     |                                |                                       |                     |                        |
| 6 | 6         | Blutsverwandtschaft       | Blood Relation      | 18. Juli 2024                  | 18. Juli 2024                         | Marco Kreuzpaintner | Eva Gonzalez Szigriszt |
| Nach dem Ausbruch des Vesuv übt sich Titus im Krisenmanagement, um die zahlreichen Flüchtlinge in Rom zu versorgen. Tenax erfährt von Yula, dass einige Senatoren ein Komplott schmieden, um Titus zu stürzen und einen der Ihren zum Kaiser zu machen. Octavian gelingt es mit diesen Informationen, das Vertrauen seines Bruders zu gewinnen. Titus setzt die Goldene Factio wieder ein. Elia findet Gefallen an Yula. Tenax will Ursus stellen und gerät dabei in einen Hinterhalt. |           |                           |                     |                                |                                       |                     |                        |
| 7 | 7         | Totenbett                 | Death's Bed         | 18. Juli 2024                  | 18. Juli 2024                         | Marco Kreuzpaintner | Jill Robi              |
| Tenax ist knapp mit dem Leben davongekommen. Cala übernimmt das Kommando in seinem Haushalt und lässt es so aussehen, als sei er tot, um ihn zu schützen. Senator Marsus, der als Hochverräter auf seine Hinrichtung wartet, beschwört seine Frau Antonia, sich von ihm loszusagen, um ihre Familie zu retten. Antonia folgt der Aufforderung und versucht darüber hinaus, Scorpus umzubringen, was misslingt. Weil Scorpus dadurch aber zu spät zu einem Rennen erscheint, wird Fonsoa offiziell Ersatzfahrer der Goldenen Factio. Kwame wird auf Anordnung Octavians gezwungen, nochmals gegen Flamma anzutreten. Ursus sucht Tenax nachts in seiner Wohnung heim und später Cala in der Wetttaverne. |           |                           |                     |                                |                                       |                     |                        |
| 8 | 8         | Alles auf Sieg            | All or Nothing      | 18. Juli 2024                  | 18. Juli 2024                         | Marco Kreuzpaintner | Marissa Lestrade       |
| Andria ist ein erfolgreicher Wagenlenker geworden. Scorpus neidet ihm den Erfolg und nutzt eine Gelegenheit, um seinen Teamkameraden von der Bahn zu drängen. Dabei stirbt Andria. Elia, der einzige Augenzeuge, schwört Rache. Gemeinsam mit Gavros verlässt er die Goldene Factio und heuert bei den Blauen an, um Scorpus zu vernichten. Seine Beziehung zu Yula beendet er und auch mit seinem Bruder Fonsoa entzweit er sich, weil dieser von Tenaz zum neuen Stammfahrer der Goldenen befördert wird. Für Domitian wird die Luft dünn, weil überraschend ein Zeuge gefunden wird, der ihn als Verantwortlichen für die Getreideknappheit ein paar Monate zuvor benennt. Er beauftragt Tenax, Titus töten zu lassen. |           |                           |                     |                                |                                       |                     |                        |
| 9 | 9         | Die Würfel sind gefallen  | The Die Is Cast     | 18. Juli 2024                  | 18. Juli 2024                         | Roland Emmerich     | Robert Rodat           |
| Um Titus töten zu können, benötigen Domitian und Tenax die Unterstützung eines bestechlichen Prätorianers. Doch der will sich seine Hilfe teuer bezahlen lassen oder andernfalls die Verschwörer aufliegen lassen. Octavian und Tenax setzen alles, was sie besitzen, in ein fingiertes Wagenrennen. Scorpus soll für sie gewinnen. Doch von Rache getrieben begünstigt Elia einen Sturz von Scorpus, an dem dieser stirbt. Fonsoan rast direkt dahinter in die Unfallstelle und verstirbt ebenfalls. Berenike und Antonia verbünden sich gegen Octavian. Sie erpressen Cala mit dem Leben ihrer Tochter Yula, um an einen Beweis für das geplante Attentat zu kommen. In ihrer Not hintergeht Cala Tenax und übergibt das Dokument, wird aber selbst getäuscht. |           |                           |                     |                                |                                       |                     |                        |
| 10 | 10        | Lasst die Spiele beginnen | Let the Games Begin | 18. Juli 2024                  | 18. Juli 2024                         | Roland Emmerich     | Robert Rodat           |
| Da der Belastungszeuge früher als geplant eintrifft, wollen Domitian und Tenax ihren Plan vorziehen. Gleichzeitig versuchen die bestochenen Prätorianer, ihre Spuren zu verwischen, indem sie alle töten, die von ihrer Untreue wissen. Kwame und sein Freund Viggo werden gezwungen in der Arena gegeneinander antreten, wenn sie nicht ihre Liebsten verlieren wollen. Tenax erfährt von Calas Verrat. Titus und sein Befehlshaber Porto wollen Octavian konfrontieren. |           |                           |                     |                                |                                       |                     |                        |

## Historische (Un)Genauigkeit
Laut dem Althistoriker Michael Sommer sind auch die teilweise als Vorlage für die Serie dienenden Werke von Tacitus und Sueton bezüglich der historischen Genauigkeit „mit Vorsicht zu genießen“. Tacitus’ Historien seien „eine manipulative Kampfschrift“ und der Zweck der Kaiserbiografien Suetons sei nicht Information, sondern Unterhaltung. Vor diesem Hintergrund sei auch Domitians angebliche Homosexualität als unbewiesen anzusehen. Antike Geschichtsschreiber hätten Gerüchte über eine angebliche Homosexualität gerne gestreut, um unliebsame Kaiser schlechtzumachen, denn anders als im antiken Griechenland sei Homosexualität im antiken Rom nicht gesellschaftlich akzeptiert gewesen. Durch die historische Forschung widerlegt wurde Tacitus’ Darstellung, dass sich das römische Reich zu seinen Lebzeiten im Verfall befand. Those About to Die erwecke den Eindruck, als stünde die Unterschicht jederzeit kurz vor der Revolte. Sommer hält diese Darstellung für übertrieben, denn „Hungeraufstände waren eher ein Problem der späten Republik mehr als 100 Jahre zuvor“.
Historisch nicht gesichert ist laut Sommer der Thronfolgestreit der Söhne von Vespasian. Titus und Domitian seien als Team aufgetreten. Auch sei von einer großen Verschwörung im Senat um das Jahr 79 n. Chr. in historischen Schriften nichts bekannt. In Those About to Die werden zwei historische Figuren erstochen beziehungsweise mit einem feuchten Tuch erstickt, obwohl kein Geschichtsschreiber von ihrer Ermordung berichtete. Einen „grottenmäßigen Fehler“ leistet sich die Serie laut Sommer kurz vor Ende der ersten Staffel in einer Szene in der Hafenstadt Ostia Antica: In einem Zelt sind Büsten der Kaiser Caracalla und Commodus zu sehen – die lebten erst ein Jahrhundert später.
Positiv bewertet Sommer, wie Those About to Die das von Menschen überfüllte antike Rom darstellt. Man bekäme „ein Gefühl dafür, wie zusammengepfercht die Leute im Unterschichtsviertel Subura gelebt haben“. So stehe es auch in den satirischen Gedichten zeitgenössischer Poeten. Überzeugend und „deutlich besser gelungen als in anderen Serien wie Rom oder Domina“ wirkten zudem die CGI-Kamerafahrten über Rom.